# Cafè del Progrés
El Cafè del Progrés és una obra noucentista de Martorell (Baix Llobregat) inclosa a l'Inventari del Patrimoni Arquitectònic de Catalunya.

## Descripció
La façana principal i la posterior tenen el coronament curvilini i tres portals semicirculars separats per pilastres decoratives estriades amb capitells jònics. Al centre hi ha un gran oval envoltat d'una decoració de garlandes. A les façanes laterals, un seguit d'arcs s'enllacen emmarcant les finestres.